# Албек
Албек (њем. Ahlbeck) општина је у њемачкој савезној држави Мекленбург-Западна Померанија. Једно је од 54 општинска средишта округа Икер-Рандов. Према процјени из 2010. у општини је живјело 726 становника. Посједује регионалну шифру (AGS) 13062001.

## Географија
Албек се налази у савезној држави Мекленбург-Западна Померанија у округу Икер-Рандов. Општина се налази на надморској висини од 10 метара. Површина општине износи 18,7 km².

## Становништво
У самом мјесту је, према процјени из 2010. године, живјело 726 становника. Просјечна густина становништва износи 39 становника/km².